# Lauri Virtanen
Lauri (Lasse) Johannes Virtanen (ur. 3 sierpnia 1904 w Uskela, zm. 8 lutego 1982 w Turku)  – fiński lekkoatleta, biegacz długodystansowy, dwukrotny brązowy medalista olimpijski z Los Angeles z 1932.
Na igrzyskach olimpijskich w 1932 w Los Angeles Virtanen zdobył brązowe medale w biegu na 5000 metrów i w biegu na 10 000 metrów. Startował również w biegu maratońskim, ale go nie ukończył.
Na mistrzostwach Europy w 1934 w Turynie zajął 4. miejsce w biegu na 5000 metrów.
Jego brat – Eino także był medalistą olimpijskim (w zapasach).

## Rekordy życiowe
- bieg na 5000 metrów – 14:36,8 (1932)
- bieg na 10 000 metrów – 30:30,7 (1933)
- bieg maratoński – 2:48:53 (1935)